# Rhopus
Rhopus is een geslacht van vliesvleugeligen uit de familie Encyrtidae. De wetenschappelijke naam van dit geslacht is voor het eerst geldig gepubliceerd in 1856 door Förster.

## Soorten
Het geslacht Rhopus omvat de volgende soorten:
- Rhopus acaetes (Walker, 1844)
- Rhopus adustus Prinsloo, 1989
- Rhopus africanus (Trjapitzin, 1989)
- Rhopus aligarhensis (Shamim & Shafee, 1989)
- Rhopus americanus (Girault, 1915)
- Rhopus anceps Noyes, 1988
- Rhopus angulianus Hayat, 2010
- Rhopus apterus (Timberlake, 1919)
- Rhopus atys Noyes & Hayat, 1994
- Rhopus beatus Hayat & F.R. Khan, 2008
- Rhopus bicolor Noyes & Hayat, 1994
- Rhopus brachypterous Xu, 2004
- Rhopus brachypterus (Mercet, 1918)
- Rhopus brachytarsus (Mercet, 1921)
- Rhopus bridwelli (Timberlake, 1920)
- Rhopus budensis Erdös, 1957
- Rhopus caris (Walker, 1838)
- Rhopus conon Noyes & Hayat, 1994
- Rhopus corni Noyes & Hayat, 1994
- Rhopus debilis Förster, 1861
- Rhopus desantisiellus Ghesquière, 1957
- Rhopus discretus Prinsloo, 1989
- Rhopus erianthi (Myartseva, 1994)
- Rhopus extraclavus (Girault, 1922)
- Rhopus flavidus (Mercet, 1921)
- Rhopus flavus (Mercet, 1921)
- Rhopus garibaldia (Girault, 1933)
- Rhopus geminus Prinsloo, 1989
- Rhopus gramineus Hayat, 1970
- Rhopus harena Noyes & Hayat, 1994
- Rhopus humilis Noyes & Hayat, 1994
- Rhopus infuscatus Förster, 1861
- Rhopus laysanensis (Timberlake, 1919)
- Rhopus longicornis (Trjapitzin & Herthevtzian, 1974)
- Rhopus luridus Prinsloo, 1989
- Rhopus meridionalis (Ferrière, 1955)
- Rhopus milo Noyes & Hayat, 1994
- Rhopus mucius Sharkov, 1986
- Rhopus mymaricoides (Compere, Subba Rao & Kaur, 1960)
- Rhopus nigroclavatus (Ashmead, 1902)
- Rhopus notius Prinsloo, 1989
- Rhopus nymphidius Sharkov, 1986
- Rhopus olgae Myartseva, 1982
- Rhopus parvulus (Mercet, 1921)
- Rhopus pilatus Prinsloo, 1989
- Rhopus piso (Walker, 1838)
- Rhopus rymma Hayat & F.R. Khan, 2008
- Rhopus sacchari (Alam, 1961)
- Rhopus sandalli Noyes & Hayat, 1994
- Rhopus sanguineus (Timberlake, 1920)
- Rhopus segestes Noyes & Hayat, 1994
- Rhopus semiapterus (Mercet, 1921)
- Rhopus semiflavus (Timberlake, 1919)
- Rhopus semiluteus (Timberlake, 1920)
- Rhopus sinicus Özdikmen, 2011
- Rhopus somos Noyes & Hayat, 1994
- Rhopus stepanovi Liao, 1961
- Rhopus sulphureus (Westwood, 1837)
- Rhopus trjapitzini Myartseva, 1982
- Rhopus turanicus Myartseva, 1982
- Rhopus urbanus Prinsloo, 1989